# 치로 임모빌레
치로 임모빌레(이탈리아어: Ciro Immobile, 1990년 2월 20일, 토레안눈치아타 ~ )는 이탈리아의 축구 선수로, 포지션은 공격수이다. 현재 이탈리아 세리에 A의 볼로냐 소속이다.

## 클럽 경력
유벤투스에서 선수 생활을 시작했지만 주전 선수가 되지는 못하였고, 2012년에 제노아에 입단하기 전까지 세 개의 다른 축구 클럽으로 임대 생활을 했었다. 그곳에서 한 시즌을 보낸후, 그는 유벤투스의 라이벌팀 토리노로 팀을 옮겼다. 토리노에 있었는지 단 한 시즌만에, 그는 33경기에서 22골을 뽑아내며, 세리에 A 최다 득점 선수에게 주어지는 카포칸노니에레를 수상했다.
2014년 7월 2일에 푸스발-분데스리가의 보루시아 도르트문트로 이적하였다. 그의 도르트문트 데뷔 경기는 FC 바이에른 뮌헨과의 2014 독일 슈퍼컵에서 선발로 나온 경기였으며, 팀의 2-0 승리를 이끌었다. 그의 분데스리가 데뷔 경기는 8월 23일 바이어 04 레버쿠젠과의 개막전 경기였으며, 첫 골은 9월 16일 아스날 FC와의 UEFA 챔피언스리그 2014-15 경기에서 나온 골이다. 그는 UEFA 챔피언스리그에서 4골을 득점하였다. 그러나 저조한 득점으로 인해 부진에 빠졌으며 이는 팀의 강등권까지 가는 위기로 가게된다.다행히 7위로 마감하고 그는 세비야로 임대를 가게된다.
이후 2019-20 시즌 세리에A에서 총 36골로 득점왕에 등극하였고, 유러피언 골든슈까지 차지하였다.

## 국가대표팀 경력
임모빌레는 2014년에 이탈리아 축구 국가대표팀에 데뷔했으며, 그 해에 열린 월드컵에 참가하는 선수 명단에 포함되었다.

## 출전 통계
| 구단       | 시즌    | 출전 | 득점 |
| ---------- | ------- | ---- | ---- |
| 소렌토     | 2006-07 | 1    | 0    |
| 유벤투스   | 2008-09 | 1    | 0    |
| 유벤투스   | 2009-10 | 4    | 0    |
| 시에나     | 2010-11 | 6    | 2    |
| 그로세토   | 2010-11 | 16   | 1    |
| 페스카라   | 2011-12 | 37   | 28   |
| 제노아     | 2012-13 | 34   | 5    |
| 토리노     | 2013-14 | 34   | 23   |
| 도르트문트 | 2014-15 | 34   | 10   |
| 세비야     | 2015-16 | 15   | 4    |
| 토리노     | 2015-16 | 14   | 5    |
| 라치오     | 2016-17 | 41   | 26   |
| 라치오     | 2017-18 | 47   | 41   |
| 라치오     | 2018-19 | 46   | 19   |
| 라치오     | 2019-20 | 44   | 39   |
| 라치오     | 2020-21 | 41   | 25   |
| 라치오     | 2021-22 | 40   | 32   |
| 라치오     | 2022-23 | 38   | 14   |
| 라치오     | 2023-24 | 43   | 11   |

## 수상 내역

#### 클럽
- 세리에 B : 2011–12
- DFL 슈퍼컵 : 2014
- 수페르코파 이탈리아나 : 2017, 2019
- 코파 이탈리아 : 2018-19
- 튀르키예 슈퍼컵 : 2024

#### 국가대표
- UEFA 유로 : 2020

#### 개인
- 세리에 B 올해의 선수 : 2012
- 세리에 B 득점왕 : 2011–12
- 세리에 A 최우수 공격수 : 2019-20, 2021-22
- 세리에 A 득점왕 : 2013-14, 2017-18, 2019-20, 2021-22
- 세리에 A 올해의 팀 : 2013-14, 2017-18, 2019-20, 2021-22
- 세리에 A 이 달의 선수 : 2019년 10
- UEFA 유로파리그 득점왕 : 2017-18
- UEFA 유로파리그 시즌의 스쿼드 : 2017-18
- 튀르키예 슈퍼컵 MoM : 2024
- 유로피언 골든슈 : 2019-20
- 라치오 올해의 선수 : 2019-20
- 이탈리아 올해의 운동선수 : 2020
- 이탈리아 공화국 공로장 5등급 (Cavaliere OMRI) : 2021